# جنیس سوپرانو
جنیس سوپرانو (انگلیسی: Janice Soprano) یک شخصیت خیالی در سریال تلویزیونی خانواده سوپرانو محصول شبکه اچ‌بی‌او و فیلم قدیسان فراوان نیوآرک است. این شخصیت توسط آیدا تورتورو به تصویر کشیده شده است و جنیس جوان در فلش‌بک‌هایی که مدلین بلو و جولیت فاکس به تصویر کشیده‌اند ظاهر می‌شود. او در سریال نقش خواهر بزرگتر قهرمان فیلم تونی سوپرانو را بر عهده دارد. الکساندرا اینتراتور نقش جنیس سوپرانوی جوان را در فیلم پیش‌درآمد قدیسان فراوان نیوآرک (محصول ۲۰۲۱) بازی می‌کند.

## پس‌زمینه
جنیس به عنوان بزرگ‌ترین فرزند رئیس اوباش جانی بوی سوپرانو و لیویا سوپرانو در خانواده‌ای که از طریق جرم و جنایت تأمین می‌شود متولد شد. جنیس به دلیل روحیات جنایتکارانه خانواده اش از خود راضی بار آمد. او به عنوان فردی دارای طبیعت بسیار سنگدل و سرکش به تصویر کشیده شده است. در سریال، پس از فارغ‌التحصیلی از دبیرستان، جنیس نام پارواتی واساچ را برای خود برگزید و با نام جدید خود به سراسر اروپا سفر کرد و مدتی در پاریس، فرانسه و سریلانکا اقامت کرد. او با مردی اهل کبک به نام یوجین ازدواج کرد. در این سریال، این زوج صاحب پسری به نام هارپو «هال» شدند که نامش را برگرفته از آهنگ «بلوز هارپو» اثر فوبه اسنو بود. یوجین بعداً فرزندشان را به مونترال بازگرداند و جنیس تلاش ناموفقی برای درخواست از وزارت امور خارجه برای بازگرداندن او داشت. او به عنوان یک باربر اسباب‌کشی در یک اسپرسو بار در المپیا، واشینگتن کار می‌کرد و سرانجام برای همیشه به نیوجرسی بازگشت. از زمان بازگشت به نیوجرسی، جنیس نشان می‌دهد که خود را از یک شورشی میانسال به یک خانه‌دار ایتالیایی مادی‌گرا و سطح‌بالا تبدیل کرده است. رابطه او با تونی اغلب تیره است، زیرا تونی همچنان او را مسئول ازهم پاشیدن خانواده و رها کردن او برای مقابله با مادر بدسرپرست خود می‌داند.

## زندگی‌نامه
در فصل دوم سریال، جانیس ظاهراً با هدف مراقبت از مادر بیمارش به نیوآرک، نیوجرسی بازمی‌گردد. دوست پسر دوران دبیرستان او، ریچی آپریل (دیوید پروال)، یکی از اعضای خانواده جنایتکار دیمئو است که تقریباً در همان زمان از زندان آزاد می‌شود. وقتی تونی و ریچی شروع به دعوا می‌کنند، جانیس با گفتن اینکه تونی با ریچی ناعادلانه رفتار می‌کند، وضعیت را تشدید می‌کند و حتی پیشنهاد می‌کند که ریچی علیه تونی اقدام کند. ریچی در ابتدا تمایلی به این کار ندارد. ریچی مشکلاتی را برای تونی ایجاد می‌کند و با اعلام نامزدی او با جنیس شرایط پیچیده‌تر می‌شود. تونی از این نامزدی ناراضی است. جانیس و ریچی با برنامه‌ریزی یک عروسی عجیب و غریب و ارائه پیشنهاد برای خانه ای گران‌قیمت در شورت هیلز، نیوجرسی، با وجود اینکه ریچی هنوز یک شغل سطح پایین دارد و به عنوان یک ماهی فروش کار می‌کند، جدیت خود را به تونی نشان می‌دهند.
پس از کشته شدن ریچی آپریل به دست جنیس، او مدتی با رالف رابطه برقرار می‌کند با کمک درمانگر فمینیست خود به زودی به این نتیجه می‌رسد که رابطه او با رالف یک اشتباه است. پس از اینکه رالف با خوشحالی به او می‌گوید که دیگر روزالی آپریل را نمی‌بیند و قصد دارد با او نقل مکان کند، جانیس دچار خشم شده و او را از پله‌ها به پایین هل می‌دهد و فریاد می‌کشد که او را ترک کند. مدتی بعد، تونی از جنیس در مورد فتیش‌های جنسی عجیب رالف، که او اخیراً از آنها آگاه شده بود، می‌پرسد. او در ابتدا حاضر نمی‌شود به او چیزی بگوید، ظاهراً برای حفظ حریم خصوصی رالف. با این حال، وقتی تونی به او پیشنهاد پول می‌دهد، فوراً همه چیزهایی را که تونی می‌خواهد بداند به او می‌گوید. پس از ناپدید شدن رالف، جانیس به بابی باکالیری (استیو اسکیریپا) که به تازگی همسرش را از دست داده است وارد رابطه شد و در نهایت با او ازدواج کرد.